# United Technologies Corporation
United Technologies Corporation (UTC) este un conglomerat american de companii active în numeroase domenii, inclusiv elicoptere, motoare de avioane, lifturi și scări rulante, securitate etc.